# Cixius kukuana
Cixius kukuana är en insektsart som beskrevs av Tsaur 1991. Cixius kukuana ingår i släktet Cixius och familjen kilstritar. Inga underarter finns listade i Catalogue of Life.